# Torrent de Fontfreda (Berguedà)
El Torrent de Fontfreda és un afluent per l'esquerra del Torrent de les Canals de Catllarí. La totalitat del seu curs transcorre per les Canals de Catllarí, enclavament del municipi de Montmajor.

## Xarxa hidrogràfica
La xarxa hidrogràfica del Torrent de Fontfreda està integrada per un total de 10 cursos fluvials. D'aquests, 5 són subsidiaris de 1r nivell 1 4 ho són de 2n nivell.
La totalitat de la xarxa suma una longitud de 7.096 m. que transcorren íntegrament per l'enclavament de les Canals de Catllarí